# Gomme ammoniaque
Ne doit pas être confondu avec Ammoniaque ou Ammoniac.
La gomme ammoniaque, parfois aussi appelée sumbul indien, est une gomme-résine à l'odeur fétide extraite de l'espèce Ferula ammoniacum, de la famille de Apiaceae. Elle était historiquement utilisée en pharmacie et reste considérée comme un remède traditionnel en phytothérapie et dans la médecine yunâni. Elle aurait des vertus expectorantes, spasmolytiques et stimulantes. La gomme ammoniaque était aussi utilisée, et l'est d'ailleurs toujours, en enluminure pour la pose de la feuille d'or.

## Appellations et étymologie
D'après Pline l'Ancien, le mot « ammoniaque » viendrait du grec ἂμμος, le sable, par allusion à l'habitat naturel de la plante. Pour d'autres auteurs, il s'agirait d'une corruption de armeniacum, en référence à son origine arménienne. Mais l'étymologie la plus répandue est à mettre en lien avec la divinité égyptienne Amon, et au temple qui lui était dédié à Siwa, au nord-ouest de l'Égypte actuelle. La célébrité de ce lieu aurait fini par donner son nom à toute la Libye, Ammônis. Ainsi la gomme, tout comme les sels d'ammoniac, tiendraient leur nom de ce qu'ils provenaient de cette région.

## Histoire

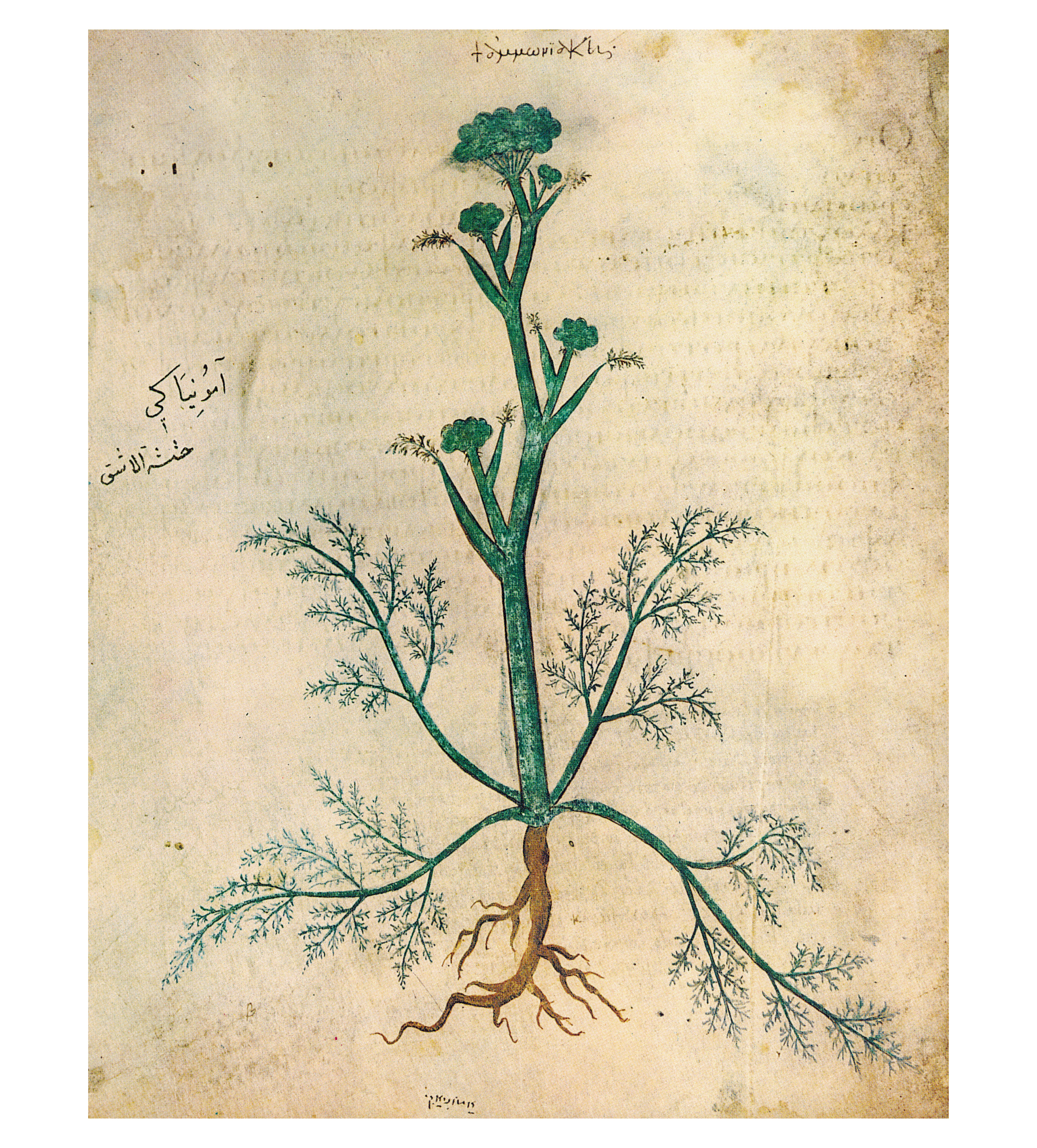
La plante à ammoniac dans le Dioscoride de Vienne, VIe siècle.

## Autres sources
D'autres Férules produisent des résines proches qui sont également connues sous le nom de « gomme ammoniaque » :
- Ferula orientalis ;
- Ferula tingitana : gomme ammoniaque du Maroc, ou fausse gomme ammoniaque de Tanger ;
- Ferula marmarica : gomme ammoniaque de Cyrénaïque.